# Famille de Villeneuve (Languedoc)
 (février 2025).
Si vous disposez d'ouvrages ou d'articles de référence ou si vous connaissez des sites web de qualité traitant du thème abordé ici, merci de compléter l'article en donnant les références utiles à sa vérifiabilité et en les liant à la section « Notes et références ».
Pour les articles homonymes, voir Familles de Villeneuve.
La famille de Villeneuve est une famille subsistante de la noblesse française, d'extraction chevaleresque sur preuves de 1183, originaire du Languedoc.

## Histoire
La famille de Villeneuve tire son nom de Villeneuve-lès-Béziers, dans l'Hérault[réf. nécessaire]. 
Restant fidèle aux comtes de Toulouse, l'un de ses membres a souffert de la croisade contre les Albigeois[réf. nécessaire]. 
Cette famille a été admise aux honneurs de la Cour en 1780[réf. nécessaire].

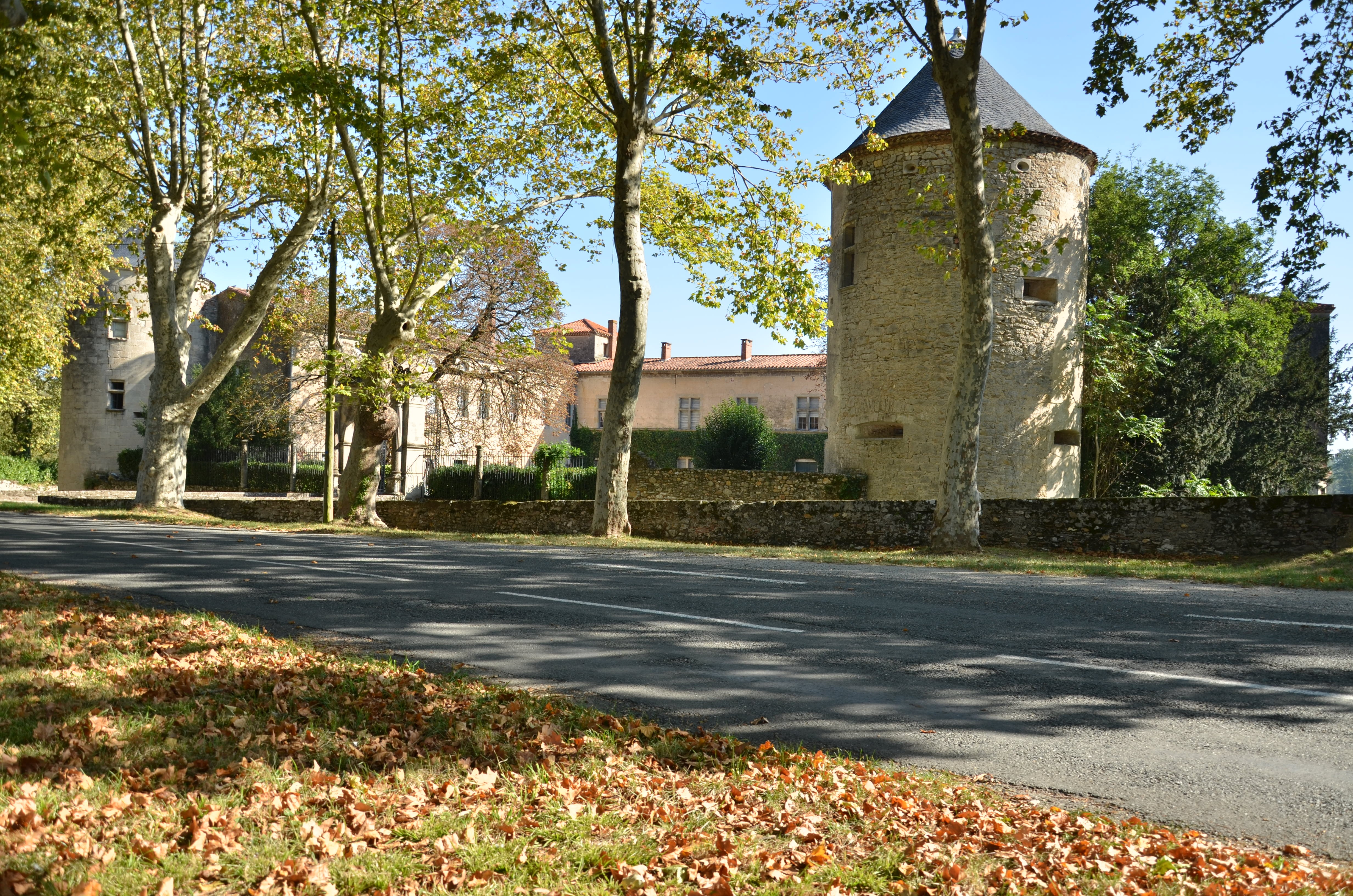
Le château d'Hauterive

Ses descendants habitent le château d'Hauterive, à Castres.

## Personnalités
- Arnaud de Villeneuve, écuyer du comte de Toulouse, qui participa à la septième croisade (1248-1254) ;
- Raimond de Villeneuve, frère d'Arnaud de Villeneuve, qui participa lui aussi à la septième croisade ;
- Pons de Villeneuve, sénéchal du comte de Toulouse Raymond VII, qui combattit avec lui dans les rangs des Albigeois et partagea sa mauvaise fortune, avant de rejoindre la croisade avec ses deux frères ;
- Antoinette de Villeneuve, qui cultiva avec succès la poésie occitane et fut couronnée aux Jeux floraux en 1494 ;
- Louis, marquis de Villeneuve (1768-1851), maire de Castres (1824-1830), chevalier de l'ordre de Saint-Louis ;
- Léontine de Villeneuve (1803-1897), sa fille, dite l'Occitanienne, dernier amour de Chateaubriand ;
- Jeanne-Émilie de Villeneuve (1811-1854), soeur cadette de la précédente, religieuse française, fondatrice de la Congrégation des Sœurs de Notre-Dame de l'Immaculée Conception de Castres, canonisée en 2015 ;
- Marie-Thérèse de Villeneuve-Arifat marquise de Villeneuve (1815-1907) ;
- Henri de Villeneuve (1904-1981), prêtre et résistant, aumônier du Corps-franc de la Montagne Noire puis du 8° Dragons.

## Armes
- De gueules, à une épée antique d'argent montée d'or, jetée en bande la pointe en bas[2].
- De gueules, à une épée d'argent, posée en bande, la pointe en bas[3] alias en haut[4].
